# 一枝梅
一枝梅（いっしばい、イージーメイ、イルチメ）は、明および李氏朝鮮にて発表された複数の文筆作品に登場する架空の人物である。作品中では民の富を奪う悪徳官吏から財物を盗み取り、現場に一枝の梅の絵を置き去る義賊として登場する。映画やテレビドラマが登場した20世紀になってからは、中国語圏内および朝鮮語圏内において数多くの派生作品が制作された。

## 人物
明後期の文人凌濛初の小説集『二刻拍案驚奇』第39巻に収録されている「俠盜慣行三昧戲」の節中に登場した後、西湖漁隱主人作と伝えられている小説集『歡喜冤家』の第24回「一枝梅空設鴛鴦計」でも題材として取り上げられている。
李氏朝鮮に一枝梅の物語が輸入された時期は特定されていない。17世紀に中国の小説が非常に人気を博した時期の後、粛宗42年（1716年）9月4日付の承政院日記中に一枝梅を名乗る盗賊を捕らえ、その処罰について論じた事に関する記述が登場している。
また18-19世紀の詩人趙秀三が自著『秋齋集』第7巻中にて次のように記している: 一枝梅は民の財物を奪う貪官汚吏の財物を奪い、その場に梅の木一つの絵を置いて消える中国の架空人物だ。 韓国では一般泥棒や刺客のように黒い服を着る泥棒だが、不細工な顔をしているという俗説がある。 しかし、その俗説は眉毛なしに平凡な目元を持つ人肌で、顔を隠すのに出回るようになったわけだ。
しかし朝鮮粛宗当時、一枝梅を主人公にした小説が流行し、自称一枝梅を自任して官衙を荒らした盗賊が捕まったりもした。 しかし、一枝梅を自任した盗賊の実存有無や活動は具体的ではなく、イム·コクジョン、ホン·ギルドン、チョンウチ、チャン·ギルサンのように扱われることはない

## 派生作品

### 中国語圏
1967年、新馬師曾主演で映画『快侠 一枝梅』が制作された後、1994年にはアンソニー・ウォン主演で同一タイトルにて映画化されている。
2004年には香港の民放局無綫電視がデリック・ワン主演で『怪俠一枝梅』を制作。2010年には中国のテレビ局唐人影視が台湾の俳優ウォレス・フォ主演で『四人の義賊 一枝梅』を制作している。

### 朝鮮語圏
1961年にチャン・イルホ監督、シン・ヨンギュン主演による『義賊 一枝梅』（의적 일지매）が発表された。この作品は剣客映画という当時の韓国では見慣れないジャンルながら興行的に成功した。チャン・イルホはその後、1966年の『一枝梅 必死の剣』（일지매 필사의 검）、1967年の『一枝梅三剣客』（일지매 삼검객）と立て続けに一枝梅を扱った作品を発表している。
1975年から1977年にかけて、韓国の漫画家高羽栄がスポーツ紙日刊スポーツにて一枝梅を主人公とした作品を連載した。この作品は2009年にMBCが制作したテレビドラマ『美賊イルジメ伝』の原作となった。
1993年に崔正柱が発表した小説作品は、同年チャン・ドンゴン主演でMBCがテレビドラマ化(『一枝梅』)した。SBSが一枝梅を取り上げた作品を制作したのは2008年から2009年にかけてである。同局は2008年にイ・ジュンギ主演で『イルジメ〜一枝梅』を制作。同作品は最高視聴率30パーセントを越えるヒット作となった。同局は2009年に、前年制作のテレビドラマをアニメーション化した作品『イルジメ (アニメ)』を制作・放送している。